# Антон Старкопф
Антон Старкопф (ест. Anton Starkopf, 10 (22) квітня 1889, хутір Кярнері, повіт Гар'юмаа — 30 грудня 1966, Тарту) — естонський скульптор. Учень словенського митця Антона Ажбе.

## Життєпис
Народився 10 квітня 1889 року на хуторі Кярнері у повіті Гар'юмаа у сім'ї Рейна та Анни Старкопф.
Навчався в школі Ажбе в Мюнхені (1911-12), «Académie Russe» в Парижі (1912-14). На початку Першої світової війни у 1914 році був помічником у каменотесній майстерні у Дрездені, у 1917 році почав працювати в ательє скульптора-монументаліста Франца Метцнера у Берліні.
Викладав в Тарту у Вищій художній школі «Паллас» (1919-40; один із засновників і в 1929-40 директор) і Художньому інституті (1944-50; професор з 1947, в 1945-48 директор).
Був одружений з художницею Лідією Мей (1920-28), далі — з Аліде Старкопф (Ліппік). Мав сина і дочку.
1950 поїхав у Москву, де працював в ательє Сергія Меркур'єва. Повернувшись в Естонію у 1954 році, присвятив себе вільній творчості.
Помер 30 грудня 1966 року в Тарту.

## Творчість
Старкопф, поруч зі скульптором Яааном Коортом та художником Антсом Лайкмаа, відноситься до руху «Noor-Eesti» (Молода Естонія), що зародився у 1905 р.
У скульптурах, створених у 1920-х роках, Старкопф наближається до німецьких експресіоністів. Працює з бронзою і деревом, підкреслюючи почуття і зберігаючи при цьому декоративність фігур.
У тридцяті роки у Старкопфа сформувався своєрідний стиль, для якого характерні скупість моделювання, простота площин, виразний силует. Скульптор віддає перевагу граніту.
Для творчості Старкопфа (переважно гранітна станкова, декоративна і меморіальна скульптура) характерні лірико-філософський лад образів, виразні, кілька приземкуваті за пропорціями фігури, модельовані великими узагальненими обсягами.

### Окремі твори
- «Сіамський танець» (1925, бронза)
- «П'єта» (1925, дуб)
- «Ведмідь» (1941-44)
- бюст на надгробку Мартіна Ліппа (1932, кладовище Нио, Тарту)[2]
- «Вечір» (1936-37, граніт)
- «Жінка, що лежить» (1937)
- надгробок К. Валдаса (1956, граніт, кладовище Рааді, Тарту)
- «Покинута» (1957, граніт, сад О. Халлика, Тарту)[3]
- «Кам'яна квітка» (1958, Художній музей Естонської РСР, Таллінн)
- «Ромео і Джульєта» (1963)[4]

## Відзнаки і вшанування
Був нагороджений 2 орденами і медаллю.
Старкопф фігурує у фільмах:
- «Антон Старкопф» (1966, режисер Реет Касесалу)
- «Бронзовий вік» (2002, режисер Петер Брамбат, сценарій Юта Ківімяе і Петер Брамбат)
- «Три скульптори» (2005, режисер Марк Соосаар)
- «Милі ідеалісти Сір'є й Арсеній Мьолдер» (2007, режисер Рейн Раамат, сценарій Юта Ківімяе)

Існують музей та стипендія імені Антона Старкопфа.